# Unie van Lublin

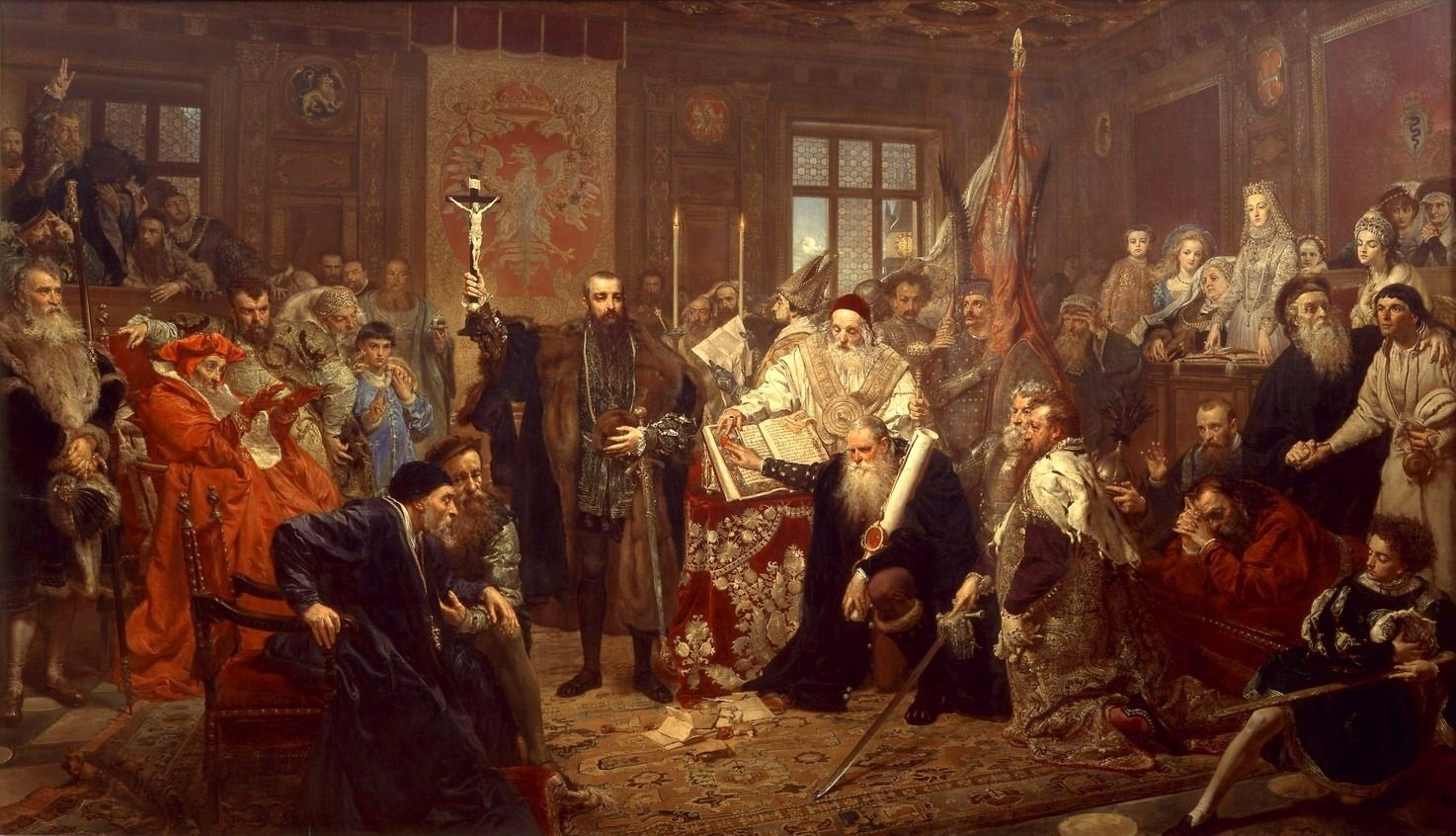
De Unie van Lublin. Schilderij van Jan Matejko.

De Unie van Lublin was een verbond, getekend op 1 juli 1569 in Lublin, tussen Polen, waar toen Sigismund II August I aan de macht was, en het groothertogdom Litouwen. 
Dit verbond leidde tot het Pools-Litouwse Gemenebest. Dit gemenebest werd geleid door een monarch die de titels van Koning van Polen en Groothertog van Litouwen kreeg. De monarch regeerde samen met een Senaat en een parlement (de Sejm). De Unie was een evolutionaire stap in de alliantie en personele unie van Polen en Litouwen, die nodig was door de enigszins geprangde positie van Litouwen, dat in oorlog was met tsaardom Rusland. 
Historische scheepswerf van Gdańsk (Gdańsk) ·
Unie van Lublin (Lublin) ·
Poolse Grondwet van 3 mei 1791 (Warschau) ·
Cmentarz wojenny nr 123 – Łużna-Pustki (Łużna) ·
Herdenkplaats in Łambinowice (Łambinowice) ·
Werkbundwijken in Europa: WuWa (Wrocław) ·
Wandelpad Cisterscapes: Klooster Łekno (Wągrowiec)